# Камати, Такэо
Такэо Камати (蒲池 猛夫) — японский стрелок, олимпийский чемпион. Инструктор Школы физического воспитания Сил самообороны Японии.
Такэо Камати родился 20 марта 1936 года на территории Маньчжоу-го. Когда стало очевидным поражение Японии во Второй мировой войне, мальчик был отослан в Японию, где стал жить в Такахару уезда Нисимороката префектуры Миядзаки. После окончания средней школы он вступил в Силы самообороны Японии. В 1962 году он поступил в Спортивный институт Сил самообороны и начал готовиться к Олимпиаде-1964, которая должна была пройти в Токио. Однако ни в 1968, ни в 1972, ни в 1976 годах ему не удалось добиться олимпийских медалей. Успех пришёл лишь на Олимпиаде-1984, которую бойкотировали социалистические страны, являвшиеся основными конкурентами в стрелковом спорте.